# Fischheimer Borstel

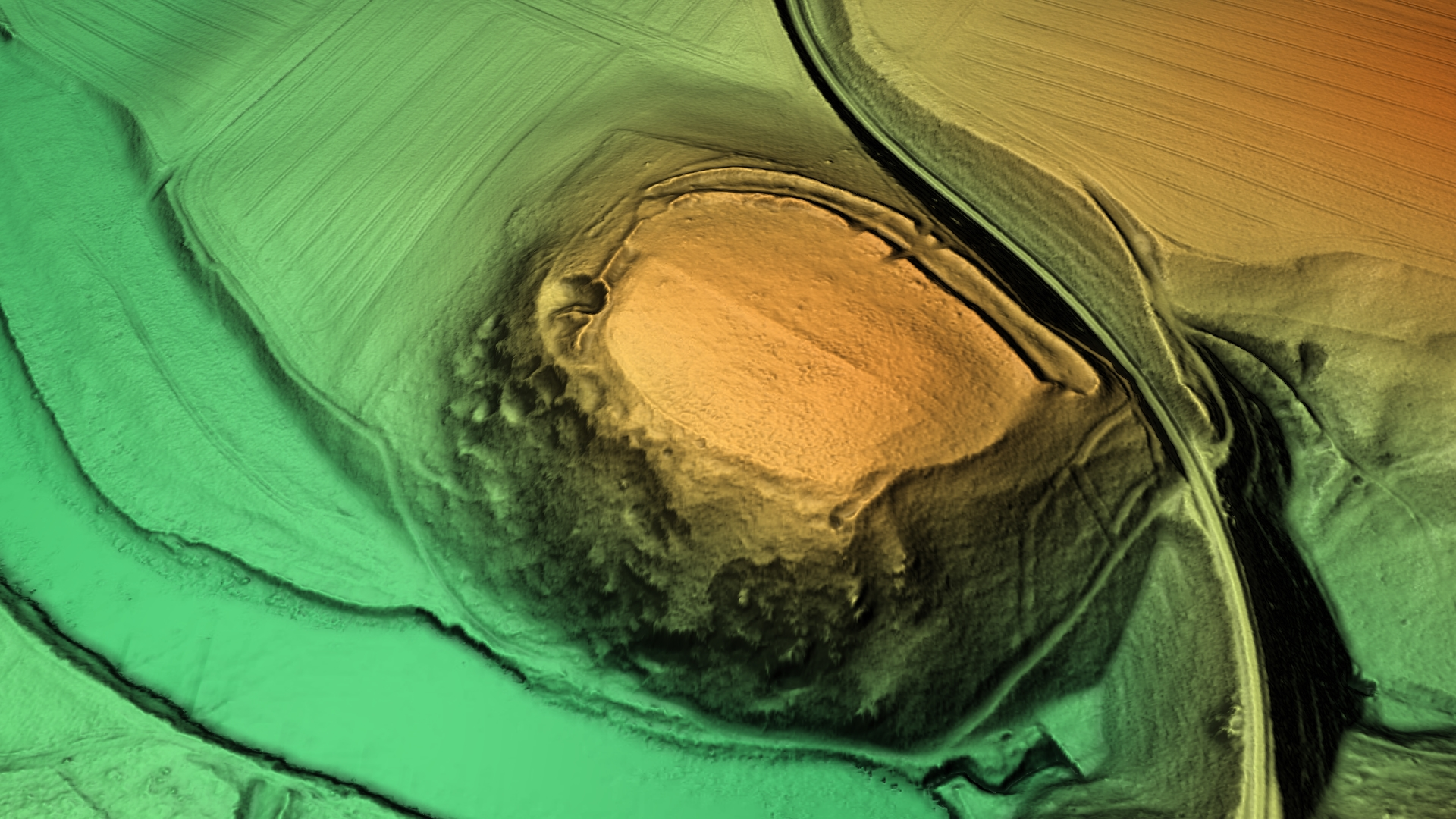
3D-Ansicht des digitalen Geländemodells

Der Fischheimer Borstel, auch Porstel, Borschel oder Alter Wall genannt, in der Nähe des Seelitzer Ortsteils Fischheim (Landkreis Mittelsachsen) ist ein ursprünglich slawischer Burgwall in Gipfellage auf einer Geländekuppe. Die Nutzungszeit erstreckte sich bis zum Früh- und beginnenden Hochmittelalter.

## Lage
Der Borstel liegt 1 km südsüdwestlich von Fischheim auf einer Geländekuppe am Hochufer der Zwickauer Mulde unmittelbar nördlich einer Flussschleife.

## Beschreibung
Es handelt sich um eine Abschnittsbefestigung mit doppeltem Wall- und Grabensystem.
Die Anlage umfasst ein ovales Areal mit einer Ausdehnung von ca. 200 mal 140 m. Davor liegen zwei von Nordwesten über Norden nach Osten verlaufende Abschnittswälle im Abstand von 12 bis 15 m. Der äußere Wall hat eine Basisbreite von ca. 4 m, eine Höhe von 1 m und wird an der Außenseite im Norden von einem Erdentnahmegraben begleitet. Die Wälle sind in ihrem östlichen Ende miteinander verbunden, im Nordwesten ist die Situation durch eine jüngere Störung unklar. Die Begrenzung des Burgwalles im Westen und Süden, dem Steilufer über der Mulde, ist eine betonte Böschungskante, die im Südwesten durch Felsformationen gekennzeichnet ist; im Südosten wird die Kuppe und Wallanlage durch den Einschnittsgraben eines zur Mulde entwässerten Baches gesichert.

## Ausgrabungen und Funde
Auf dem Bieserner Borstel fanden bislang keine modernen wissenschaftlichen archäologischen Ausgrabungen statt. Aus älteren, undokumentierten Ausgrabungen unter anderem von Clemens Pfau stammen mehrere Bruchstücke slawischer Keramik des Leipziger Kreises und hochmittelalterlicher Keramik, die im Museum Schloss Rochlitz aufbewahrt werden.